# Emil Vorster
Emil „Teddy“ Karl Hermann Vorster (* 12. April 1910; † 10. Mai 1976) war ein deutscher Unternehmer, sogenannter Gentleman-Rennfahrer und Motorsport-Funktionär.
Der Rheydter Seiden-Fabrikant (Inhaber/Geschäftsführer der Seidenweberei C. C. Bang) Emil Vorster war vor und nach dem Zweiten Weltkrieg eine bekannte Größe der deutschen Autosport-Szene. Mit einem Rennwagen der britischen Marke MG und diversen Fahrzeugen des deutschen Herstellers AFM nahm er erfolgreich an vielen Rennen teil. Ab Ende 1947, Anfang 1948 wurde er die treibende Kraft hinter dem Projekt Grenzlandring, bis dieser nach dem fatalen Unfall mit 13 oder 14 Toten und 42 Verletzten am 31. August 1952 als Rennstrecke für immer gesperrt wurde. Teddy Vorster selbst hatte bereits Mitte 1949 die eigene Karriere als aktiver Rennfahrer beendet, nachdem er beim Aachener Waldrennen in Aachen einen schweren Unfall erlitten hatte, bei dem ein Zuschauer ums Leben gekommen war und mindestens drei weitere verletzt wurden.
Von 1962 bis 1975 war der Mitgründer und langjährige Vorsitzende des Rheydter Clubs für Motorsport (RCM) der Präsident des Deutschen Motorsport Verbandes (DMV) und löste in dieser Funktion seinen Vorgänger Hans Stuck ab. Teddy Vorster wurde unter anderem auf internationaler Motorsport-Bühne als Honorary Deputy President (dt. Ehren-Vize-Präsident) der Fédération Internationale de Motocyclisme (FIM) und auf nationaler Ebene 1970 mit dem Bundesverdienstkreuz ausgezeichnet.
Nach drei gescheiterten Ehen war Emil Vorster bis zu seinem Tod im Jahre 1976 mit der in den 1940ern und 1950ern bekannt gewordenen Schauspielerin Ruth Lommel (Tochter von Ludwig Manfred Lommel und Schwester von Schauspieler und Regisseur Ulli Lommel sowie Kameramann Manuel Lommel) verheiratet.